# Línea 6 (AUVASA)
La línea 6 de AUVASA tiene un recorrido diametral que cruza Valladolid de sudeste a noroeste pasando por el centro de la ciudad, el Hospital Universitario Río Hortega —en el que se sitúa uno de sus extremos— y los barrios de Las Delicias, Huerta del Rey, La Victoria y Puente Jardín. Da también servicio a los aparcamientos disuasorios cercanos a Las Moreras, la Plaza del Milenio y la Feria de Valladolid.
La línea 6 superó los dos millones y medio de viajes en 2016.

## Frecuencias

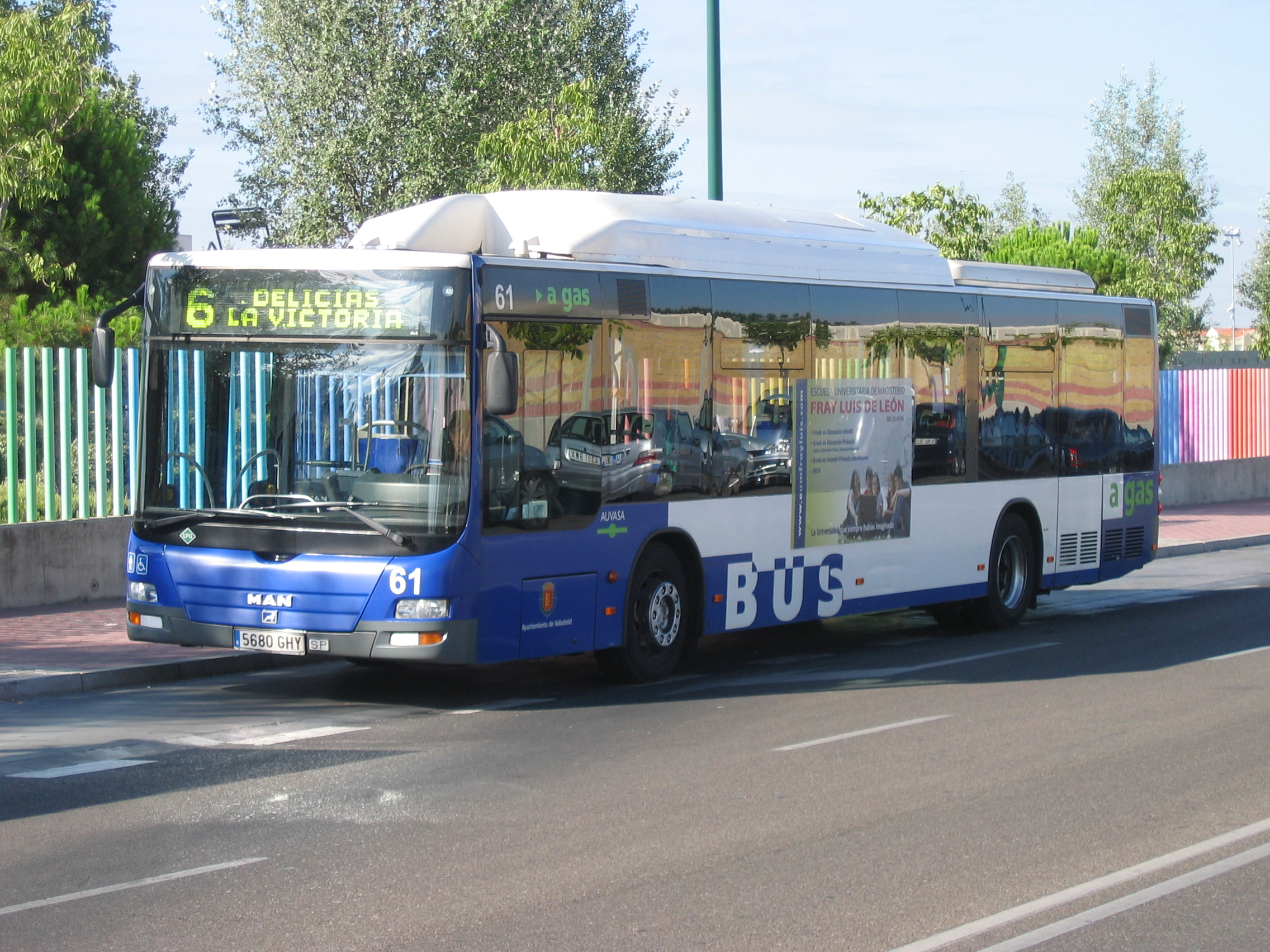
Bus 61 de Auvasa, en el Hospital Río Hortega, realizando la línea 6.

Las frecuencias de paso programadas de la línea 6 entre septiembre y junio son:
| DÍA        | LUGAR DE SALIDA | PRIMER SERVICIO | ÚLTIMO SERVICIO   | FRECUENCIA MEDIA |
| ---------- | --------------- | --------------- | ----------------- | ---------------- |
| Laborables | DELICIAS        | 7:10            | 22:00-22:15-22:30 | 11-14 min.       |
| Laborables | LA VICTORIA     | 7:10            | 22:00-22:15-22:30 | 11-14 min.       |
| Sábados    | DELICIAS        | 7:15            | 22:05-22:25-22:45 | 14-16 min.       |
| Sábados    | LA VICTORIA     | 7:15            | 22:05-22:25-22:45 | 14-16 min.       |
| Festivos   | DELICIAS        | 7:15            | 22:30-22:45       | 14-18 min.       |
| Festivos   | LA VICTORIA     | 7:15            | 22:10-22:30-22:45 | 14-18 min.       |

## Paradas
Nota: Al pinchar sobre los enlaces de las distintas paradas se muestra cuanto tiempo queda para que pase el autobús por esa parada.
| Hacia La Victoria                                        | Correspondencia con líneas: |
| -------------------------------------------------------- | --------------------------- |
| C/ Víctimas del Terrorismo Hospital Río Hortega          | 4 19 H                      |
| Ctra. Segovia esq. Víctimas del Terrorismo               | 14 H                        |
| C/ Embajadores 71                                        | 9 F2                        |
| C/ Embajadores 57 esq. Transición                        | 9 C1 F2                     |
| C/ Embajadores fte. 72 esq. Hornija                      | 9 C1 F2                     |
| C/ Embajadores fte. 58 Esc. Oficial de Idiomas           | 9 C1 F2                     |
| Avda. Segovia igl. del Carmen                            | 9 13 14 C1 F2               |
| Avda. Segovia 99 esq. Olmedo                             | 9 13 14 C1 F2               |
| Avda. Segovia esq. Trabajo                               | 9 13 14                     |
| C/ Labradores 45 esq. Niña Guapa                         | 9 13 14                     |
| Pza. Caño Argales                                        | 3 9 13 14 18 19 F3          |
| Pza. Madrid 2                                            | 3 9 F3                      |
| C/ Doctrinos 12 esq. María de Molina                     | 3 4 5 8 24 F3 F4 F5         |
| Avda. Miguel Ángel Blanco 2 fte. Pza. del Milenio        | 3 5 8 F3 F4 F5              |
| C/ Joaquín Velasco Martín 3 Col. La Inmaculada           | 3 8 F3 F4 F5                |
| Avda. Gloria Fuertes 4 esq. Avda. Salamanca              | -                           |
| Avda. Ramón Pradera fte. Feria de Valladolid             | 5 F6                        |
| C/ Bálago esq. Ramón Pradera                             | 5 F6                        |
| C/ Sementera esq. Mieses                                 | 5 F6                        |
| C/ Mieses fte. 16                                        | 5 F6                        |
| Avda. Gijón 3 fte. Canal                                 | 4 5 C2 F6                   |
| Avda. Gijón esq. Pza. San Bartolomé                      | 4 5 C2 F6                   |
| C/ Fuente el Sol 2 esq. Pza. San Bartolomé               | 5 C1 F6                     |
| C/ Fuente el Sol 50 esq. San Sebastián                   | 5                           |
| Pº Jardín Botánico parc. 7 fte. Centro Salud La Victoria | 5                           |
| Pº Jardín Botánico 6                                     | 5                           |
| C/ Jara esq. Hierbabuena                                 | 5                           |
| P° Del Obregon esq. Brezo                                | 5                           |
| Pº Jardín Botánico esq. Brezo                            | 5                           |
| Hacia Delicias                                           |                             |
| Pº Jardín Botánico esq. Brezo                            | 5                           |
| Pº Jardín Botánico fte. Jara                             | 5                           |
| Pº Jardín Botánico fte. 6                                | 5                           |
| Pº Jardín Botánico parc. 8 Centro Salud La Victoria      | 5                           |
| C/ Fuente el Sol 31                                      | 5                           |
| C/ Júpiter fte. 12 esq. Comuneros de Castilla            | 5 C1 F6                     |
| Avda. Gijón 26 Canal                                     | 4 5 C1 F6                   |
| C/ La Morena edif. Antares                               | 5                           |
| C/ La Morena 3 bloque 2                                  | 5                           |
| C/ Bálago esq. Sementera                                 | 5                           |
| Avda. Ramón Pradera fte. hotel                           | 4 5 24 F6                   |
| Avda. Ramón Pradera Feria de Valladolid                  | 4 5 24 F6                   |
| Avda. Gloria Fuertes 1 esq. Joaquín Velasco Martín       | 4 24                        |
| Pza. Poniente fte. Jorge Guillén                         | 1 3 4 8                     |
| Pza. Fuente Dorada                                       | 1 2 3 4 8 24 F3 F4 F5       |
| C/ López Gómez 13 esq. Fray Luis de León                 | 3 4 24 F3 F4                |
| C/ Panaderos 2 esq. Pza. España                          | 3 9 24 F3 F4                |
| C/ Panaderos 42 esq. Pza. Caño Argales                   | 9 13 14                     |
| Avda. Segovia fte. 57                                    | 9 13 14 C2 F2               |
| C/ Embajadores 4 esq. Pº Farnesio                        | 13 14 C2 F2                 |
| Avda. Segovia fte. igl. del Carmen                       | 13 14 C2 F2                 |
| C/ Embajadores 60 fte. Esc. Oficial de Idiomas           | C2 F2                       |
| C/ Embajadores 74 esq. Hornija                           | C2 F2                       |
| C/ Embajadores 92 esq. Transición                        | F2                          |
| C/ Embajadores esq. Padre Benito Menni                   | F2                          |
| C/ Víctimas del Terrorismo esq. Ctra. Segovia            | 4 19 H                      |
| C/ Víctimas del Terrorismo Hospital Río Hortega          | 4 19 H                      |

## Líneas relacionadas
Aunque los primeros servicios de la línea salen a las 7 de la mañana, ambos de sus extremos están conectados con el centro de la ciudad desde dos horas antes a través de las líneas P3, P6, P13, PSC3, M3 y M4. Además, las noches de viernes, sábados y vísperas de festivos el recorrido de la línea 6 es realizado, en parte, por la línea B2.